# Енискорти
Енискорти (енгл. Enniscorthy, ир. Inis Córthaidh) је град у Републици Ирској, у југоисточном делу државе. Град је у саставу округа округа Вексфорд, где представља други по величини град и важно средиште.

## Природни услови
Град Енискорти се налази у југоисточном делу ирског острва и Републике Ирске и припада покрајини Ленстер. Град је удаљен 125 километара јужно од Даблина. 
Енискорти је смештен у брежуљкастом подручју југоисточне Ирске. Кроз град протиче река Слејни. Надморска висина средишњег дела града је око 15 метара.
Клима: Клима у Енискортију је умерено континентална са изразитим утицајем Атлантика и Голфске струје. Стога град одликује блага и веома променљива клима.

## Историја
Подручје Енискортија било је насељено већ у време праисторије. Први помен насеља под данашњим именом везује се за годину 465., па је то једно од најстаријих насеља у Ирској.
Дато подручје је освојено од стране енглеских Нормана у крајем 12. века. Тада је ту изграђен замак.
Град је имао значајну улогу у току Ирског устанка 1798. године.
Енискорти је од 1921. године у саставу Републике Ирске. Опоравак града започео је тек последњих деценија, када је Балина поново забележила нагли развој и раст.

## Становништво
Према последњим проценама из 2011. године Енискорти је имао мање од 3 хиљаде становника у граду и близу 11 хиљада у широј градској зони. Последњих година број становника у граду се повећава.

## Привреда
Енискорти је био традиционално трговиште, а овај обичај је задржан и дан-данас. Последњих деценија градска привреда се махом заснива на пословању, трговини, услугама.

## Збирка слика
- Градско језгро са реком Слејни
- Замак Енискорти
- Саборна црква св. Ејдана римокатоличког обреда
- Главни градски трг